# 進化心理学への批判
進化心理学への批判（しんかしんりがくへのひはん）では進化心理学にまつわる論争や批判について述べる。進化心理学は、生物学的形質と同じく環境要因への適応を通して進化してきたヒトの心理学的形質について理解を進めようとする分野である。進化心理学はヒトの心理的な特徴を、特に重要なものを含めて大部分が適応の結果だとみなすことで、多くの論争と批判を対立する分野に生み出してきた。批判には、進化論的仮説の検証可能性に関する論争、進化心理学で頻繁に使用されるいくつかの認知に関する仮定（大規模な心のモジュール性など）への懐疑、進化適応環境の不確実性に起因する曖昧さの主張、非遺伝的・非適応的説明の重要性、および進化心理学の分野が持つ政治的・倫理的問題が含まれる。
進化心理学者は、進化心理学に対する批判は藁人形論法を含み、生まれか育ちかの誤った二分法に基づいており、さらには理論への誤解に基づいているとして争ってきた      。

## 論争の例
批評側から見た議論の歴史は、Gannon（2002）によって詳述されている。進化心理学の批判者には、科学哲学者のデビッド・ブラー（Adapting Mindsの著者） 、ロバート・C・リチャードソン（Evolutionary Psychology as Maladapted Psychologyの著者）  、ブレンダン・ウォレス（Getting Darwin Wrong: Why Evolutionary Psychology Won't Workの著者）らが含まれる。他の批判者には、スティーブン・ローズ（Alas, Poor Darwin: Arguments against Evolutionary Psychologyを編集した）のような神経科学者、ジョナサン・マークスのような自然人類学者、ティム・インゴルドやマーシャル・サーリンズのような社会人類学者が含まれる   。
一方、批判に対して進化心理学を擁護する反応として、 Segerstråleの『Defenders of the Truth: The Battle for Science in the Sociobiology Debate and Beyond』（2000年） 、ジェローム・バーコウの『失われた革命：社会科学者のためのダーウィニズム』（2005年）、およびジョン・オールコックの『The Triumph of Sociobiology』（2001年）などが出版されている。 他には、コンファーら（2010） 、トゥービーとコスミデス（2005） 、およびハーゲン（2005）によって反論が行われている。

## 重要な仮定に対する批判

### 大規模な心のモジュール性
進化心理学者は、精神は特定のタスクを実行するために特化された認知モジュールで構成されていると仮定してきた。これらの特化したモジュールによって、人類の祖先は環境に与えられた課題に対して迅速かつ効果的に対応できるようになったと理論付けている。その結果、動作の遅い汎用的な認知メカニズムは進化の過程で排除され、領域特化型のモジュールが選択されてきたはずだとする  。
多くの認知科学者が、環境刺激と個人的な経験に応じた脳の可塑性と神経系の変化についての神経学的証拠を引き合いに、このモジュール性仮説を批判している 。例えば、スティーブン・クォーツとテリー・セジュノスキー(英語版)は、脳が自然淘汰によって作られる「遺伝的青写真」に基づいて構築される特化型の回路の集合体だというような見方は、皮質の発達は柔軟であり、脳の各領域はさまざまな機能を担えることを示す証拠と矛盾すると主張している。神経生物学の研究は、複雑な機能に関与する新皮質の高レベルのシステムが大規模にモジュール化されているという進化心理学者による仮定を支持していない 。Peters（2013）は、高次の新皮質領域がシナプス可塑性と学習および記憶に際してシナプスで起こる経験に基づく変化によって、機能的に特化される可能性があることを示す神経学的研究を引用している。経験と学習プロセスを経て発達した結果の脳はモジュール的に見えるかもしれないが、それは生得的にモジュール的であるとは限らないということである 。一方で、Klasios(2014)はPetersの批判に応えている 。
別の批判としては、領域特化性の理論を支持する経験的根拠が乏しいことが指摘される 。主要な進化心理学者であるレダ・コスミデス並びにジョン・トゥービーは選択課題のパフォーマンスが内容に依存することを発見した。論理的ルールに対する違反について、それが社会契約上の不正行為と解釈できるような場合には容易に気づけるというものである。このことからコスミデスとトゥービーおよび他の進化心理学者は、精神は領域特化的かつ状況依存のモジュール（不正検出モジュールを含む）で構成されていると結論付けた。しかし、コスミデスとトゥービーがテストされていない進化論的仮定を使用して対立する推論理論を排除しており、それらの結論には誤った推論が含まれていることが指摘されている  。たとえば、デイビスらは、コスミデスとトゥービーが使用した適応的ウェイソン選択課題が演繹的推論の特定の一側面のみテストし、他の汎用推論メカニズムを検討していないため、それらの方法（例えば、三段論法論理、述語論理、様相論理、帰納論理などに基づく推論 ）の排除には成功していないと主張した。さらに、コスミデスとトゥービーは、実際の社会的交換状況を誤って表現したルールを使用している。具体的には、コスミデスらは利益を受け取りながら費用を支払わない場合を不正行為だとしているが、実際には支払いなしで利益を得ることができる不正ではない行為が存在する（贈り物を受け取ったり慈善団体から利益を得たりする場合など）。
我々の遺伝子は脳とそのすべての想定されるモジュールをエンコードするための情報を保持できないことも指摘されている。ヒトはゲノムのかなりの部分を他の種と共有し、対応するDNA配列を持っているため、残りの部分に他の哺乳類には存在しない特殊な回路を構築するための情報が含まれている必要がある  。
論争の一つは進化心理学で使用される特定の精神のモジュール性理論（大規模なモジュール性）に関するものであり、批判者は代わりとなる理論を支持している 。

### 進化適応環境
進化心理学者が採用している方法の1つは、進化適応環境（EEA）の知識を使用して、考えられる心理的適応に関する仮説を立てることである。進化心理学の科学的根拠に対する批判の一部は、人類の進化が均一な環境で起こったと度々仮定されることに対してである。ホモ・サピエンスが進化してきた（おそらく複数の）環境についてはほとんど知られておらず、環境への適応として特定の特性を説明することは非常に不確かであると指摘されている。
進化心理学者のジョン・トゥービーとレダ・コスミデスは、研究は女性にのみ起こる妊娠やヒトの集団生活など、過去の確実な事項に規定されているとする。トゥービーらは我々の種の進化の歴史に関して多くの環境的特徴が知られていると主張している。我々の狩猟採集民の祖先は、捕食者と獲物、食物の獲得と共有、配偶者の選択、育児、対人攻撃、対人援助、病気、および選択圧を構成するその他の多くの考えうる課題に対処してきたという。また、遊牧民、小規模血縁社会的な生活様式、哺乳類が長寿であること、哺乳類の低出生率、女性の長期間にわたる妊娠と授乳、狩猟における協力と攻撃性、道具の使用、性的分業なども知られているという。したがって、トゥービーとコスミデスは、仮説を立てて予測を行うのに十分なEEAに関する知識があると主張している。
また、デイビッド・バスはEEAは進化心理学の予測を行うのに十分に知られている可能性があると主張した。バスは、EEAのいくつもの側面が知られていると主張する。地球の重力は同じであり、大気組成も同じである。また、恐竜と巨大な石炭紀の昆虫が絶滅したとき、ヒトはまだ集団で暮らしており、性別は2つあり、集団の構成員は、老若男女、健康と病気、そしてさまざまな程度の近縁性などを持っていた。進化心理学の批判者の一部は環境の大要が知られていることには同意するものの、特定の選択圧に関しては状況依存性が高いために理解することは困難だろうとバスは述べている。そのような批判を推し進めたデイビッド・ブラーは鳥とのアナロジーを用いた。すべてのオスの鳥はすべてのメスの鳥を惹きつけなければならないが、それぞれ異なる方法で引き付けることを観察したのである。したがって、ヒトの特定の配偶誘引問題を決定するような証拠は単に存在しないだろうとブラーは主張している。バスは、さまざまな進化心理学的仮説を提案し、データ、確認戦略、発見ヒューリスティックを使用して、どれを推し進められるかを判断することでこれを解決できるとする。さらに、バスはこの批判は不均等な懐疑であると主張している。ブラーは選択圧についての知識がより乏しい鳥類の配偶誘引を取り上げ、そこで生きた鳥の行動をもってその祖先の配偶戦略を推論しようとしているのに、生きたヒトの行動をもってその祖先の配偶戦略を推論することは拒否していると主張している 。
ジョン・アルコックは、ヒトの多くの形質が現在適応的であるという事実は、それらがもともと適応として発達したことを示しているのだと主張している。これは、生物が元の環境から大きく逸脱し過ぎた場合、新しい変化した環境に適応する可能性が低く、絶滅するリスクがあるためである。したがって、進化心理学者は現代の世界がEEAの世界と比較して大きくは変化していないと考えている。 
スティーブン・ピンカーは、進化心理学者が推論や予測を行うために、ヒトが進化した歴史的環境についての利用可能な十分な証拠があると主張している。ピンカーによれば、先祖代々の環境には「農業、避妊、高度な医薬品、マスメディア、大量生産品、お金、警察、軍隊、お互いに顔見知りでないコミュニティ、その他の近代社会の特徴」が欠けていたことを証拠が示しているという。ピンカーはそれら全てがそのような環境で進化した心へ深く影響を与えていると主張している。

## 仮説の検証可能性
進化心理学に対するよくある批判は、その仮説を検証することが困難または不可能であるとして、経験科学としての地位に異議を唱えるものである。一例として、批判者は、現在みられる形質の多くは現在とは異なる機能を果たすために進化した可能性があり、歴史に対する後方推論の試みを混乱させていると指摘している。進化心理学者は自分達の仮説をテストすることの難しさを認めるが、それでも可能であると主張する。
批判者は、ヒトの行動形質が何かに対する適応であることを説明するための多くの仮説は「なぜなぜ話 (Just-so story)」であると主張している。ある特性の適応的進化についての一見うまく見える説明は、その内部の論理を超えた証拠に基づいていない。進化心理学は、矛盾する状況を含め、任意の状況における多くの、あるいはすべての行動を予測できると彼らは主張している。つまり、多くのヒトの行動は常に何らかの仮説に適合してしまう。ノーム・チョムスキーは次のように述べた。
「人々が協力していれば、『ああ、それは彼らの遺伝子を残すことに貢献していますね』と言える。人々が戦っていれば、『なるほど、他の誰かの遺伝子ではなしに彼ら自身のものを永続させるということですね』と言える。実際、どんなものについてでも何かしら物語を作ることができるでしょう。」  
一方レダ・コスミデスはインタビューで次のように述べた。
「進化生物学の専門知識を持っている人は、あらゆる形質に対して事実に基づいた説明を作り上げることは不可能であることを知っている。進化論の説明には重要な制約が存在するのである。さらに重要なことに、すべてのまともな進化論的説明からは、形質の設計について検証可能な予測ができる。たとえば、妊娠中の病気は出生前ホルモンの副産物であるという仮説は、胎児が胚発生の時点で食物中の病原体や植物毒素から（もっと脆弱な妊娠初期の）胎児を保護するために進化した適応であるという仮説とは異なる食物嫌悪のパターンを予測する。新しく形質を発見するために生成されたものであれ、すでに知られている形質を説明するためのものであれ、進化論的仮説は、その形質の設計に関する予測をもたらす。代わりに、適応機能についての仮説を立てないとすれば、そういった予測がまったくできない。さて、どちらがより制約された穏健な科学的アプローチだろうか？」
進化心理学者らによる2010年のレビュー論文では、進化論を経験的にテストする方法について述べている。まず心理的現象の進化的原因について仮説が立てられる。次に、研究者は検証可能な予測を行う。これには、進化の原因が引き起こすかもしれない未知の影響を予測することが含まれる。次に、これらの予測がテストされる。著者らは、多くの進化についての理論がこの方法でテストされ、確認または反証されていると主張している。  Buller（2005）は、進化心理学の分野全体が決して確認または反証されていないことを指摘している。進化心理学の一般的な仮定によって動機付けられた特定の仮説のみが検証可能である。したがって、彼は進化心理学を理論ではなくパラダイムと見なし、この見解をコスミデス、トゥービー、バス、ピンカーなどの著名な進化心理学者に帰している。 
エドアール・マシェリのレビュー論文「進化心理学における発見と確認」（オックスフォードハンドブック心理学の哲学）では次のように結論付けられている。
「進化心理学は、心理学において非常に物議を醸し続けているアプローチである。それはおそらく、懐疑論者がこの分野について直接の知識をほとんど持っていないためか、進化心理学者によって行われた研究の質が不均一であるためである。しかし、進化心理学に対する原理的な懐疑論を支持する理由はほとんどない。誤りはありうるにしても、進化心理学者が使用する発見のヒューリスティックと確認戦略は確固たる根拠に基づいている。」
スティーブ・スチュワート・ウィリアムズは、進化心理学の仮説は反証不可能であるという主張に対し、そのような主張は論理的に矛盾しているとした。進化心理学の仮説が反証不可能である場合、競合する仮説も反証不可能である。なぜなら、代替の仮説（社会文化的仮説など）が真であることが証明された場合、これは競合する進化心理学の仮説を自動的に反証するためである。競合する仮説が真であるためには、進化心理学の仮説は偽でなくてはならず、つまり反証可能でなくてはならない。
エドワード・ハーゲンは進化心理学への典型的な批判として次のようなものを挙げている。形質は適応と副産物のどちらかで進化した可能性があり、これは過去の環境でのことであるためにどちらであるかを判断することは不可能であり、したがって、形質の起源についての進化心理学の仮説は検証できないというものである。ハーゲンによれば、この主張に基づく批判は科学の理解に問題があるという。科学は基本的に仮説的推論であり、ひとつに最良の説明を推論することであるという。ハーゲンは、現象に対する最良の説明を提供するために複数の仮説が競合すると主張している。ここで「最良」は、新しく驚くべき観察、単純性の原則、一貫性などの予測などの基準による。仮説的推論は、科学者がその予測の全てに対して直接的な証拠を提供することを必要としない。進化心理学の仮説は予測を行い、したがって他の仮説と競争して特性を説明する。さらに、一部の批判者は精神的形質の進化心理学の説明は先述した理由により検証できないため真実ではないとするが、これは誤った結論だとハーゲンは主張している。たとえ進化心理学の仮説を検証できなかったとしても、これはそれらが間違っていることを意味するのではなく、単にそれらの証拠が入手できないということであり、進化のために形質が存在しないということではない。
ドミニク・マーフィーは、進化心理学に対するよくある反対意見の1つは、「タイムマシン」の議論であると説明している。進化心理学の仮説が真実であれば現代で起こる現象について予測を行うことができるが、同様にこの現象を予測しうる形質の起源についての代替の説明が無数に存在するという議論である。適応進化によって現れたとされる形質があるいは副産物として現れたのだとしても同じ現象を予測できるのである。したがって、潜在的には無数の代わりの歴史の説明が可能であり、タイムマシンがなければ、現代で見られる証拠に対する可能な説明のうちいずれが正しいかを判断することは不可能だという。マーフィーはこの議論には複数の欠陥があると主張している。第一に、特性の説明を提示し、その説明に基づいて現代で見られる現象の予測が行われる場合、単に代替の説明を提案することはできない。代替の説明は独自のテスト可能な予測、そしてできれば複数の予測を提示する必要がある。またマーフィは、すべての説明が同じ現象を予測するわけではないため、ある説明が現代の多くの現象を予測し、代替の説明がこれを説明するのに苦労している場合、前者の説明に確信を持つことは合理的であると主張する。さらに、「タイムマシン」の議論が他の科学に適用された場合、それはばかげた結果につながるという。マーフィーは、宇宙論者が利用可能な天文学的証拠と素粒子物理学の現在の理解を研究することによってビッグバンについての予測を確認したことを引き合いに出している。タイムマシンで宇宙の始まりに戻る必要はないのである。同様に、恐竜の絶滅を引き起こしたのは小惑星の衝突であるという仮説を調査している地質学者と物理学者は、現代の証拠を探すことによってそれを行っている。したがって、他の歴史科学がそうではないのに、進化心理学だけが「タイムマシン」でテストできないと主張されなければならないのか示す責任は懐疑派にあるとし、「方法は、ある文脈での嘲笑のために選ばれるのではなく、全面的に判断されるべきである」とマーフィは結論している。
同様の主張はアンドリュー・ゴールドフィンチによってもなされた。こういった批判は一様に不確定性の問題であるという。すなわち、多くの競合する説明がある現象に適応しているとき、どの説明が適切かを決めるのは困難ということである。さらに、実験結果の解釈を修正し、新規の事実と適合するようにしたり実験の信頼性に疑問を呈したりすることができる。しかし、これは科学のあらゆる領域に共通の問題であるため、進化心理学に限って批判として使われるというのは辻褄が合わないとゴールドフィンチは主張している。次に、ゴールドフィンチによれば、競合する説明を区別する方法の一つは、新たな予測を立てたり新事実を発見するための手法と、他の手法による新たな発見に適合するような手法を区別することである。予測を立てたりテストしたりできるような手法を、他の手法による発見に適合するような手法より優先すべきなのである。

## 他の説明を無視しているという主張

### 環境的説明
批判者は、進化心理学は環境的・文化的説明と適応進化による説明を区別できる研究を進めるのに苦労していると主張している。進化心理学の研究の中には、他の要因に帰着できるかもしれない認知要素を進化的プロセスに帰する傾向について批判されているものがある。他の要因としては、社会的プロセス（配偶者の身体的特徴の好みなど）、文化的要素（家長および社会における女性の役割など）、弁証法的事項（例えば、生物学的に決定された皮膚の色が社会における扱いを決定する場合などの、生物学が社会と相互作用する行動）が挙げられる。進化心理学者は、心理学、哲学、政治学、社会学の文献の多くを無視しているとの批判を受ける。議論の両陣営は、「生物学対環境」や「遺伝子対文化」などの主張は誤った二分法であることを強調し、リチャード・レウォンティン、スティーブン・ローズ、レオン・カミンなどの社会生物学の率直な批判者は「弁証法的」アプローチの普及に貢献した。生物学と環境が複雑な方法で相互作用して私たちが見ているものを生み出す、ヒトの行動の問題へのアプローチである。
進化心理学者のコンファーらは、進化心理学は自然と育ちの相互作用を完全に受け入れており、理論のテストによってそれぞれの説明を区別することが可能であると主張している。

### その他の進化メカニズム
批判者らは、進化生物学の中には適応に限らない無数の進化の経路が存在し、それらも現在のヒトに見られる振る舞いに繋がりうることを指摘する。自然選択は遺伝子頻度を変え新たな形質を生み出す唯一の進化プロセスではない。遺伝的浮動は遺伝子、環境、あるいは生育環境の偶然変動によって引き起こされる。進化の副産物は、特定の適応機能のためにできてはいないが種特有であったり生物に利益があったりする形質である。「スパンドレル」はグールドとレウォンティン (1979a) による用語で、生物に対して適応的な優位性を与えず、適応的に発達した他の形質によって「一緒に運ばれてきた」形質のことである。グールドはスパンドレルとしてヒトの認知にまつわる形質が生まれているという仮説を推進している。「自然選択はヒトの脳を巨大化させたが、われわれの心理的特徴と能力はスパンドレルなのかもしれない。そのような複雑な構造が発達するにあたって生まれた適応によらない副産物ということだ」。適応的優位性をもたらす何らかのメカニズムによって特性が獲得されれば、以降は「外適応」としてさらなる自然選択が起こりうる。形質の現在の環境における有用性をその適応的起源と取り違えることはできないとグールドは主張指定る。一方、進化心理学者たちによれば批判は不正確であるという。進化心理学における実証研究はある心理的形質が適応によって獲得された可能性を発見するためのものであるが、同時にそうではない可能性を見出すことも対象としているのである。 
エドワード・ハーゲンは、進化心理学が適応的説明に依拠しているのは、生命の存在と生存が非常に厳し条件の件の元にあるという事実に基づいていると主張した。ハーゲンは、ほとんどの個体は生き残って繁殖することができず、適応だけがその可能性につながるのだと主張した。遺伝子浮動のような代替の説明はそもそも生物が生き残り繁殖することが前提であるが、生存・繁殖できる可能性は非常に低いにもかかわらずそれが起こっているというのが進化心理学者の着眼点である。 同様に、スティーブン・ピンカーは、目のような複雑な器官は、遺伝的浮動や別の形質の副産物として偶然に発生する可能性が非常に低いため、選択圧によって進化したことを示していると主張している。 ハーゲンはまた、スパンドレルと適応を区別する方法は、適応が設計の痕跡を持っていることであると主張している（つまり、単に偶然に生じたのではなく、選ばれたのである）。ハーゲンは、適応を過大評価するリスクがあることに同意するものの、それを過小評価するリスクにも着目している。扁桃腺が感染する可能性があり、扁桃腺を安全に取り除くことができるかどうかを知る必要があると主張している。扁桃腺が単なるスパンドレルであると主張することは役に立たないが、扁桃腺が適応によってできた器官であるという仮説を立てることで、扁桃腺に機能があるかどうか、したがって扁桃腺を除去しても安全かどうかを予測できる。 逆に、スティーブ・スチュアート・ウィリアムズは、進化心理学者が非適応的説明を考慮しないというのは事実ではなく、進化心理学者は「副産物」などの代替説明を提案していると主張している。肥満は祖先と現代の環境の不一致によって引き起こされるという仮説は、進化心理学における副産物の説明の最も有名なケースの1つである。ピンカーも同様の議論をしており、進化心理学は、芸術、音楽、科学、宗教、夢などはおそらく他の精神的特徴の副産物またはスパンドレルであるという見解を長い間保持してきたと主張している。
レイス・アルシャワフは、進化心理学者は研究の出発点として適応を用いているのだと主張している。適応仮説を支持する証拠が発見されなければ場合、適応仮説は放棄されるため、進化心理学者が代替仮説を考慮していないと主張するのは誤りであるという。スヴェン・ウォルターは、適応論的仮説への批判者は代替の進化論的説明が存在する可能性があると主張しているが、これらの代替的説明が何であるか、そしてそれらが進化心理学者の研究の種類の特性にどのようにつながるかは必ずしも詳しく説明されていないとしている。例えば、適応ではなく副産物だとして、それが何の副産物であるのか示されていないことがある。したがって、　ウォルターは、合理的にもっともらしい対立仮説がない場合、適応主義者の仮説が論理的にもっともらしいものであり、それを裏付ける経験的証拠が存在する場合、進化心理学者の適応仮説は合理的に支持されると主張している。
スティーブン・ギャングステッドは、形質が有益であることを示すのは、それが適応であることの十分な証明にはならないと主張した。何かを適応であると判断するには、それが特別なデザインであることを示さなければならない。特別なデザインとは、形質が機能（生物の生殖適応度を高めるような機能）を効果的に実現しており、同等の形質が進化したであろう代替シナリオを想像することが難しい場合を指す。ギャングステッドは究極の例として、目は見る機能において非常に効果的であるため、光学特性とそれが実現する視覚機能のために選択されたというシナリオ以外に、目が進化したシナリオを想像することは困難であるということを挙げている。進化心理学者らはまた、特別なデザインの欠如は、ある形質が適応ではなく副産物であることの証拠であると主張している。たとえば、男性は、女性が不妊の黄体期よりも妊娠可能な時期の方が女性の香りを魅力的に感じることがわかっている。この香りをより魅力的であると男性が感じることは適応でありうるが、女性が生殖能力のあるときに良い匂いをする適応を持っているという証拠はない。実際は、これはホルモンレベルの変化の副産物であり、男性はそれを感知して変化を感じるように選択されたものと考えられる。進化心理学者がある形質が適応であるという証拠を検討するのは、それが祖先の直面していた問題を解決するための多くの機能を持っており、その表現型が偶然だけで出現したという可能性が低く、そしてその形質が副産物や他の適応の結果として現れたとしてうまく説明できない場合だけである。ある形質が副産物であると示すためには、その副産物の原因となった他の何かを適応であると示す必要があるのである。転用された外適応だという仮説ないしスパンドレル仮説は適応主義的な仮設にくらべてより多くの証拠を要求する。副産物である機能と元となった適応的機能の双方、そしてその副産物がなぜ発生したのかを示す必要があるためである。単に外適応・スパンドレル仮説を提示するだけではなく、これらの証拠が与えられる必要がある。 レダ・コスミデスは、生物には潜在的に無限の数のスパンドレルが含まれているため、ある形質がスパンドレルかもしれないという異議を唱えることは無意味であると主張している。代わりに、単にスパンドレルである可能性を示唆するのではなく、その特性がスパンドレルであるかを実証する必要があるという。 
ベリーらは、適応主義者の仮説に対する批判は、適応主義的でないというだけで代替の説明を無批判に受け入れるという誤りを犯していることが頻繁にあると主張している。さらに、批判者は「適応機能」は形質が進化した元の適応機能のみを指すとみなしているが、これは無意味な要件であるという。適応が新たな異なる適応機能に使用された場合、この新しい機能によって生物を助け、それが集団に残るため、特性が適応になる。したがって、形質の本来の目的とは無関係に、その形質を持つ個体の繁殖確率を（何らかの理由でそれを持たなくなった個体に比べて）高めさえすれば、新たな目的のために転用されたものが種の中で保存される。形質の本来の「意図」は自然には存在しないのである。
デュラントらは、適応に対する代替の説明を考慮しなければならないことに同意する。著者らは、適応主義的説明の問題の一つは決定不全であると主張している。理論を支える証拠が、その他の競合する理論を支えるために等しく使用される可能性がある場合、理論は決定不全であるという。帰納法の問題のため、決定不全は科学につきものである。ほとんどの場合、データの真実は、仮説の真実を演繹的に伴うものではない。これは科学では一般的な問題だが、進化心理学のような、観察されていない存在や過程を扱う科学は特に脆弱である。理論が予測を行うことができたとしても、競合する理論もそれを予測できるため、これらの予測は必ずしも仮説を確認するものではないのである。歴史的に言えば、新しい事実の予測は必ずしも理論の受け入れを意味するとは限らないと著者は主張している。アインシュタインの一般相対性理論は、光がブラックホールの周りで曲がるという新たな予測を成功させたために受け入れられたことが知られているが、アインシュタイン本人を含めた同時代人の多くは理論が明白に確認されたとは見なしていなかった。したがって、デュラントらは、さまざまな基準で競合する理論を判断し、説明の一貫性を最もよくすることで現象を最もよく説明するものを決定することで、決定不全の問題を解決できると考えている。提案された基準は、説明の幅（理論が広範囲の事実を説明する）、単純さ（理論がより少ない特別な仮定を要求する）、および類推（科学者がすでに信頼できると考える理論への類推によって支持される）などである。したがって、適応主義理論に対する批判は、代替の理論が適応主義理論よりも優れた説明の一貫性を提供することを実証する必要がある。 

## その他の批判の範囲

### エスノセントリズムの主張
進化心理学の一つの側面はヒトに共通の性質を見つけ出すことである。多くの批判者によって、普遍的だと考えられていた性質が後に文化的・歴史的状況に依存したものであると判明した事例が数多く指摘されている。批判者は、進化心理学者は自身の文化的文脈を人類の普遍的な状態を代表していると決め込む傾向があると主張している。例えば、考古学者スーザン・マキノンは進化論的な親族の理論はエスノセントリズム的な前提に基づいていると主張している。進化心理学者の主張によれば、生殖の成功確率を最大化するため、人々は実子や近親にのみ「投資」するので、遺伝的関連性が親族性を決定する（例えば、結束の度合い、世話、利他的行動）。スティーブン・ピンカーは例えば「あなたは誰かの母親であるか、そうではないかである」と述べた。マキノンはそのような生物学的な関係性に着目することは特定の文化的文脈から生じたものであるとする。「母」という親族関係は生物学的関係が権威を持つアングロアメリカン文化では自明であるが、地位や婚姻状況によって誰が母親であるかが決まったり、母親の姉妹もまた母親であったり、またその兄弟が「男性の母親」として扱われるような社会も存在する。
しかし、進化心理学者は進化心理学が「ヒトの心理学的性質」や普遍的文化を特定するのに役立つよう、異なる文化の人々の間の共通性に実際に焦点を合わせていることを指摘している。進化心理学者が関心を持っているのは、局所的な行動の変化（エスノセントリズムと見なされることもある）ではなく、むしろ様々な文化の人々の間の根本的な心理的共通点を見つけることである。 

### 還元主義・決定論であるとの批判
一部の批判者は、進化心理学は遺伝的決定論と還元主義の影響を受けていると見なしている。      
進化心理学はヒトの生理学・心理学的性質が遺伝子の影響を受けるという説に基づいている。進化心理学者は、遺伝子には生物を構築し制御するための指示が含まれており、これらの指示は遺伝子を介して世代から世代へと受け継がれると想定している。
リックリターとハニーカット（2003）は、進化心理学は決定論的かつ前成説的なアプローチであり、ヒトの発達過程における非遺伝的な要素を無視し、肉体的・精神的な特徴を決定的でプログラムされたものとみなしていると主張した。進化心理学者が環境の影響を認めたとしても、その役割は人の遺伝子にコードされていると考えられる所定の指令の活性化因子ないしトリガーの役割としてしか見ないのだという。リックリターとハニーカットは、遺伝的決定論を仮定することは学習と推論がドメイン固有のモジュールによって支配されているという理論において最も明白であると述べている。進化心理学者は、モジュールが個々の発達に先立って存在し、生物の構造の中で休眠状態にあり、何らかの（通常は特定されていない）経験による活性化を待っていると想定している。 リックリターとハニーカットはこの見解に反対し、認知機能のモジュール性をもたらすのは、人が実際に直面し相互作用している現環境の特徴（遠くの祖先がいた環境ではない）を含む、発達環境全体なのではないかと考えている。
遺伝子と行動の関係の還元主義的分析は、欠陥のある研究プログラムと証拠の解釈への制約をもたらし、行動を説明しようとするモデルの作成に問題を引き起こすという批判がある。レウォンティン、ローズ、カミンらは「全体が部分の合計以上であるだけでなく、部分が全体の一部となることによって質的に新しくなる」という行動の弁証法的的解釈を提案している。また、リチャード・ドーキンスによって提案された階層的還元主義のような還元主義的説明は、研究者の目を弁証法的説明から背かせるだろうと主張している。 同様に、ヒラリー・ローズは、進化心理学者による児童虐待の説明を過度に還元主義的であると批判している。例として、継父は生物学的親と違って生育の本能を欠いており、また虐待によって自分の繁殖成功率を高められるために虐待する傾向があるとするマーティン・デイリーとマーゴット・ウィルソンの理論だが、ローズは、ほとんどの継父が子供を虐待しない理由や、一部の生物学的父親が虐待する理由を説明できないと指摘する。ローズはまた、男子が女子よりも好まれるような文化で起こっている性選択的な子殺しの場合のように、文化的圧力が遺伝的素因を無効にすることがあると主張する。
進化心理学者のワークマンとリーダーは、還元主義は一部の人にとっては「悪い言葉」かもしれないが、実際には重要な科学的原理であると答えている。彼らは、原子で構成されている世界や進化の結果である複雑な生命などを発見するに至った源には還元主義があるという。同時に、説明のすべての「レベル」への着目が重要であることを強調している。たとえば、うつ病の環境的原因を調べる心理学者と脳を見る神経科学者のいずれも、うつ病に関する知識のさまざまな側面に貢献している。ワークマンとリーダーはまた、遺伝子が絶対的に行動の原因だというのではなく、文化や個人の生活史などの要因によって影響を受けつつも要因となるのだとして、遺伝的決定論だという非難を否定している。 
スティーブン・ピンカーは、還元主義の批判は藁人形論法であり、進化心理学者は遺伝子と環境の間の複雑な相互作用によって生物が発達することを認識していると主張している。ピンカーは、レウォンティン、ローズ、カミンがこの点でドーキンスを正しく理解できていないと主張している。ピンカーは、進化心理学者が行動を「引き起こす」遺伝子について話すとき、それはその遺伝子が他の遺伝子と比較してその行動が起こる確率を（生物の進化のタイムスケールとそれが住んでいた環境で平均化して見ると）高めることを意味するのだという。ピンカーは、これが進化生物学で一般的な遺伝子の非還元主義的かつ非決定論的見解であると主張している。 

### 分離・粒度問題
進化心理学の理論的仮定が真実であることが判明したとしても、それでもその実践を危うくする方法論的問題につながるという主張もある。 分離・粒度問題は、進化心理学の適応機能の不確定性についての方法論的な課題を生み出すと主張されている。つまり、「特定のメカニズムのもつ機能は何か？」という質問に対してありうる複数の回答群から正しく選択することが不可能ということである。
分離問題 (disjunction problem) は、ある機構があるもの（F）に応答しているように見えるが、別のもの（G）とも相関している場合に発生する。 Fが存在するときはいつでも、Gも存在し、その機構はFとGの両方に応答するとする。この適応機能をF 、 G 、またはその両方に関連するものとして特徴付けられるかを決定することは困難である。 「たとえば、カエルの事前捕獲メカニズムは、ハエ、ミツバチ、餌のペレットなどに反応する。その適応は、ハエ、ミツバチ、フリービー、ペレット、これらすべて、それとも一部だけに関係しているのだろうか？」
粒度問題 (grain problem) は、適応的な精神メカニズムがどのような環境の「問題」を解決したのかを知る上での課題を指す。スターンリー、グリフィス（1999）によって要約されているように、「環境において『直面』している問題は何だろうか？配偶者選択の問題は、単一の問題なのか、それとも多くの異なる問題の混合物なのだろうか？これらの問題には次のものが含まれるかもしれない。主なパートナーに対して不誠実であるべきタイミングはいつだろうか？古いパートナーをいつ捨てるべきなのだろうか？兄弟がパートナーを見つけるのをいつ手伝うべきだろうか？いつ、どのように不貞を罰するべきだろうか？」 粒度問題は、適応問題が実際には入れ子状に「サブ問題」を含む可能性を指している。サブ問題はそれら自体が異なる領域または状況に関連している可能性がある。フランクスは、「適応の対象となる問題と適応的な解決策の両方が未確定であるなら、進化心理学には何が言えるのだろうか？」と述べている。
フランクスはまた、「この議論は心理学の進化論的説明一般に反するものではない」とした上で、仮定を緩和することによって問題を回避できるかもしれないという。ただし、これは詳細なモデルを作る能力を低下させるかもしれない。 

### 個人間の遺伝的差異の無視
よく見られる批判は、進化心理学は個々人の発達と経験の複雑さに対処しておらず、個々の行動に対する遺伝子の影響を説明できないというものである。進化心理学者は、進化心理学という分野は主として特定の個人の行動を説明するためのものではなく、社会や文化全体にわたるヒトの行動を幅広いカテゴリーにわたって説明するものであると答えている。進化心理学が純粋な文化的・社会的な説明と異なるのは、種全体の心理的適応（ないし「ヒトの本性」）の探求を行っている点である。心理的適応には、さまざまな環境的、文化的、社会的状況に対応できる、（平均的に）適応的な認知的決定ルールが含まれている。

## 特定の領域における論争

### レイプ、攻撃性への誘引
スミスら（2001）は、特定の環境におけるレイプの素因は進化した性的二型性の心理的適応であるとするソーンヒルとパーマーらの理論を批判している。彼らは費用便益数学モデルを開発し、パラメーターの推定値を入力した（一部のパラメーター推定値はパラグアイのアチェ族に関する研究に基づく）。彼らのモデルは、平均して、典型的な25歳の男性のレイプの費用が利益を10対1で上回ることを示した。レイプが一般的にほとんどの男性に正味の利益をもたらす可能性が低くなることが提示された。スミスらはまた、他の部族を襲撃することによるレイプはコストが低いが、正味の利益をもたらさないことを発見したため、それが適応であった可能性も低い。
ベッカーマンら（2009）は、生殖戦略として男性の攻撃性を説明することに異議を唱えた。ワオラニ族の研究では、最も攻撃的な戦士の子孫が最も少なかったのである。

### ウエスト・ヒップ比
男性はウエスト・ヒップ比（WHR）が0.7である、または所謂「安産型」の女性を普遍的に好むという仮説への批判がある。ペルーとタンザニアの人々を対象にした研究では、男性は0.9の比率を好むことが分かっている。 キャッシュダン（2008）は、女性の平均WHRが0.7を超える理由を調査し、WHRが高いほどコルチゾールとアンドロゲンのレベルが高くなると述べ、これらのホルモンがそれぞれより良いストレス反応とより高い自己主張と競争力をもたらすと主張した。キャッシュダンは、これらの効果もまた適応的であり、低いWHRの配偶者誘引および繁殖力の効果を打ち消し、女性のWHRは、自分の努力に依存している場合や環境が難しい場合に高く、男性を引きつけることで資源を得られる社会では低いと主張している。それぞれ、男性の好みはそれに応じてシフトしていくのだという。 
地方文化に見られるものと一致する刺激を用いた最近の研究は、男性は低いウエスト・ヒップ比を好むという異文化間のコンセンサスがあり、地方の自然環境に栄養的ストレスがあるかどうかに応じて多少の変動があることを示している。また、先天的に盲目の男性は「安産型」の女性への好みを示すという。

### 恐怖症は先天性か学習か
ヘビへの恐怖など特定の恐怖症が先天性だという主張に対し疑問が投げかけられている。しかし最近の証拠は、ニホンザル、そしておそらく他の霊長類は、ヘビに事前にさらされていなくても、ヘビの姿に非常に迅速に反応するヘビ検出の脳モジュール（優先的な内側および背外側の視床枕のニューロン）を持っていることを示唆している。 

### 生殖成功率を減らす行動
同性愛や自殺などの「非適応的」行動は、生殖の成功率を低下させるため、進化心理学に課題をもたらす。進化心理学者は、同性愛者の男性の女性の親族の出生率が高くなることで潜在的な同性愛者の遺伝子が進行する可能性があるまたは通常は生殖の成功を高める適応行動の副産物である可能性があるという説明を提案している。ただし、Conferらによるレビューでは、それらは「現在の進化心理学的説明では、少なくともいくらかは説明できないままである」と述べている。 

## 影響についての議論

### 倫理的影響
多くの批判者は、進化心理学と社会生物学が既存の社会的階層と反動政策を正当化すると主張している 。進化心理学者は「である」と「すべき」を混同していると非難されており、進化心理学は社会の変化（「現在の状況は進化し適応した結果である」ため）や社会正義（例えば「金持ちはより優れた能力を継承しているから金持ちなのであり、貧しい人々の水準を上げるプログラムは失敗する」ため）などに反対するために利用されている。
進化心理学者の理論や実証データの解釈は、人種と性別に関するイデオロギー的な仮定に大きく依存していることも批判者によって示されている。たとえば、ハルフォード・フェアチャイルドは、 J・フィリップ・ラシュトンの人種と知性に関する研究は、人種に関する先入観に影響されており、そのことが進化心理学、社会生物学、集団遺伝学の「命名法、言語、『客観性』に隠されていた」と主張している。
さらに、進化心理学はその倫理的含意について批判されてきた。リチャードン（2007）およびウィルソンら（2003）は『レイプの自然史』の理論を引用しているが、ここでは例えばレイプは配偶者選択の一形態であり男性の適応度を高めると説明されている 。批判者はそのような進化論の道徳的結果について懸念を表明しており、一部ではそれがレイプの正当化であるとの指摘もある 。ただし実証研究では、進化心理学理論への暴露は、男性の犯罪的な性行動に関する判断に対照群と比較して観察可能な影響を与えなかったことがわかっている。

進化心理学者は自然主義的誤謬を犯すことに対して警告している。それは「『である』から『すべき』を導くことができる」、かつ「自然なもの」は必然的に道徳的善であるという考えである 。『 The Blank Slate』の中で、スティーブン・ピンカーは、批判者は2つの論理的誤謬を犯していると主張している。
自然主義的誤謬は、自然界に見られるものが良いという考えだ。それは社会ダーウィニズムの基礎であり、貧しい人や病気の人を助けることは、適者生存に依存する進化の邪魔になるという信念である。今日、生物学者は自然主義的誤謬を非難している。なぜなら、私たちがどう振る舞うべきかという道徳に影響されず、自然界を正直に説明したいからだ。たとえば鳥や獣が、姦淫、子殺し、共食いをしていても、問題ではない。道徳的な誤謬は、善きものは自然の中にあるという主張である。それは自然ドキュメンタリーのナレーションの誤った科学の背後にある。
「ライオンは弱きものの慈悲ある殺害者です、ネズミは猫に食べられるとき痛みを感じません、フンコロガシは生態系に利益をもたらすためにフンをリサイクルしています」

それはまた、人間は殺したり、レイプしたり、嘘をついたり、盗んだりする欲求を抱くことはできないというロマンチックな信念の背後にある。 
同様に、 レイプの自然史の著者であるソーンヒル、パーマー、マッケビンらは、進化心理学者はレイプを正当化しているのだという批判に応答した。批判者は自然主義の誤謬に陥っているのであり、それは癌の原因について研究する科学者は癌を正当化しているとするようなものだという。そうではなく、レイプの原因を理解することが予防策を生み出すのに役立つかもしれないと主張している。  
ウィルソンら（2003）は、進化心理学者自身が自然主義的誤謬を犯しており、それを悪用して正当な倫理的議論を阻んでいると述べている。倫理的結論を導き出すには、事実に基づくステートメントを倫理的ステートメントと組み合わせる必要があるという。つまり、「である」だけからは「はず」を説明することができない。レイプが女性の子孫の適応度を高めるというソーンヒルとパーマーの理論を、子孫の適応度を高めることが正しいという倫理的前提と組み合わせれば、結果として得られる演繹的に有効な結論は、レイプにもよい効果があるということ、倫理的な状況は曖昧だということである。ウィルソンらは、「ソーンヒルとパーマーらのレイプの進化論的解釈に対する倫理的な見地からの反論は、すべて「自然主義的誤謬」という言葉によって却下され、レイプという主題にまつわる倫理的問題を議論することを妨げている。しかし、ソーンヒルとパーマーらこそ自然主義的誤謬を使って誤った議論をしているのである。」と述べている。しかし、同じ記事で「我々は進化心理学の目指すところに同感しており、また研究はあらゆる角度から、それはレイプのような非倫理的な行為が自然選択によって進化してきたのだという可能性も含めて、進められるべきだと考えている」とも述べている。

### 政治的影響
論争の一部は、極端な政治的視点を保持または支持しているという他方への非難を含む。進化心理学はしばしば右派政治を支持していると非難され、その批判者はマルクス主義の観点に動機付けられていると非難されてきた 。
言語学者で活動家のノーム・チョムスキーは、進化心理学者はしばしば自分らの主義に反する政治的含意のある証拠を無視すると述べている。
自然史学者・アナキストであるピーター・クロポトキンは、いま「社会心理学」ないし「進化心理学」と呼ばれる分野の創始者であり、動物とヒトの生活・社会の研究から、「相互援助」が進化の重要な要素であるとした。この結論は自然と無政府共産主義の傾向がある。もちろん、クロポトキンは当該分野の創始者とみなされることはなく、仮に言及されたとしても重視されることはない。なぜならクロポトキンのダーウィン主義もどきの推測は、〔進化心理学者たちにとって〕望まない結論を導き出すからである。
チョムスキーはまた、政治的結論を導き出せるほどにはヒトの性質については知られていないと述べた。
部分的に進化心理学へ依拠しているスティーブン・ピンカーの本『The Blank Slate』のレビューで、ルイス・メナンドは次のように書いている。
おおよそ、ピンカーが「ヒトの性質についての新たな科学」から導き出したものは、クリントン時代の価値観だろう。〔つまり次のようなものである、〕拘禁は必要悪である。セクシズムは許容できないが、しかし男と女は性に対して常に異なった態度をとるだろう。民族主義者・国家主義者の対立を和らげるためには力よりも対話が望ましい。殆どの集団に対するステレオタイプはおおよそ正しいが、ステレオタイプに基づいて個人を判断してはならない。誠実さが大事なのはもっともだが、「正直者は損をする」。……等である。
進化心理学者のグレン・ウィルソンは、「本能の真の力と役割への認識を喧伝することは、社会的拘束の完全な放棄を主張することと同じではない」と主張している。哲学者ピーター・シンガーは、彼の著書『現実的な左翼に進化する(原題: A Darwinian left)』の中で、進化論によって提供される人間性への観点は、左派のイデオロギーの枠組みとは互換性があり、組み込まれるべきであると主張している。
2007年に行われた研究で、168人の米国の博士課程の心理学の学生の見解について調査が行われた。著者らは、適応主義者を自認している人々は、一般的な母集団の平均よりもはるかに保守的ではないと結論付けた。また、非適応主義の学生と比較しても違いは発見されず、非適応主義者は適応主義者に比べ厳格さ・定量性で劣る科学的方法論を好むことを表明しているという。 2012年の調査によると、進化人類学の学生は主に左派の政治的立場にあり、他の心理学の学生とは政治的意見にほとんど違いがなかった。

### 社会的・文化的影響
デイビッド・ブラーは「ヒトの性質についての大衆的な主張を支えるために援用される、進化論的な理論心理学」を「ポピュラー進化心理学」と定義し、その前提のいくつかに誤りがあると指摘している。